# پایگاه هوایی جزیره وهیدبی
پایگاه هوایی جزیره وهیدبی (به انگلیسی: Naval Air Station Whidbey Island) (به زبان بومی: Ault Field) یک فرودگاه نظامی با کد یاتا NUW است که یک باند فرود بتن دارد و طول باند آن ۲۴۳۸ متر است. این فرودگاه در شهر اوک هاربور، واشینگتن کشور ایالات متحده آمریکا قرار دارد و در ارتفاع ۱۴ متری از سطح دریا واقع شده‌است.